# أولدريش دوراس
أولدريش دوراس Oldřich Duras (ولد في 30 أكتوبر 1882 – ومات في 5 يناير 1957) كان لاعب شطرنج تشيكي حمل لقب أستاذ كبير.

## تأثيره
- كان أحد أبرز لاعبي الشطرنج في التشيك في أوائل القرن العشرين. وكان مؤلفاً مهماً لألغاز الشطرنج. كما سمي «جامبيت دوراس» باسمه.

## ألقاب
- منحه الاتحاد الدولي للشطرنج لقب أستاذ كبير عام 1950، أي في بدايات منح هذا اللقب، اعترافاً بإنجازاته في أوائل القرن العشرين.

## إنجازات
- فاز بالعديد من الدورات منها دورة بريمن 1905، دورة براغ 1908، دورة فيينا 1908، ودورة بريسلاو 1912.
- هزم العديد من أقوى لاعبي الشطرنج منهم ريشارد تايشمان، كارل شليشتر، آرون نيمزوفيتش.

## روابط خارجية
- أولدريش دوراس على موقع مباريات الشطرنج (الإنجليزية)
- أولدريش دوراس على موقع 365Chess.com (الإنجليزية)
- أولدريش دوراس على موقع Chesstempo.com (الإنجليزية)